# Champeau-en-Morvan
Champeau-en-Morvan település Franciaországban, Côte-d’Or megyében. Lakosainak száma 223 fő (2022. január 1.). Champeau-en-Morvan Saint-Didier, Saint-Martin-de-la-Mer, Saulieu, Alligny-en-Morvan, Saint-Agnan és Saint-Brisson községekkel határos.

## Népesség
A település népességének változása:
| Lakosok száma | 318  | 276  | 280  | 249  | 248  | 239  | 228  | 224  | 222  | 223  |
|               | 1968 | 1982 | 1990 | 2006 | 2013 | 2015 | 2017 | 2019 | 2020 | 2022 |